# Scopula spectrum
Scopula spectrum là một loài bướm đêm trong họ Geometridae.